# Nure-onna

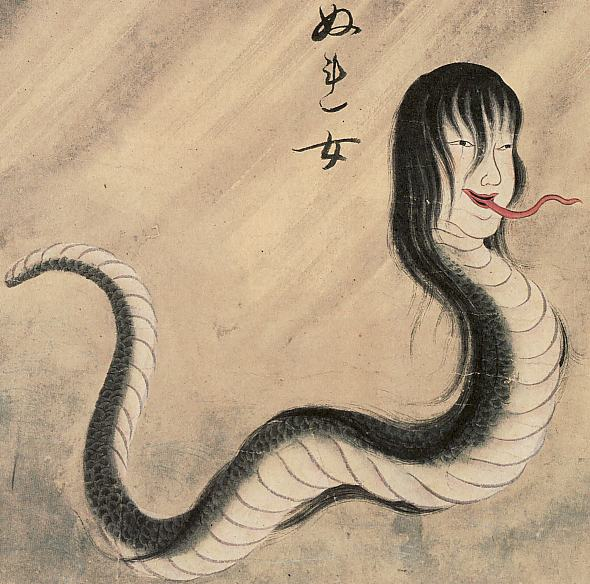
Die Nure-onna in Sawakis Gazu Hyakkai Zukan von 1737.

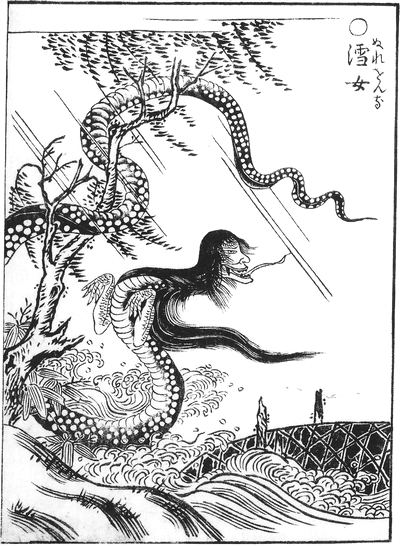
Die Nure-onna in Sekiens Gazu Hyakki Yagyō von 1776.

Die Nure-onna (jap. 濡女, wörtlich: „nasse Frau“), lokal auch Iso-onna (磯女; dt. „Küstenfrau“) genannt, ist ein fiktives Wesen des japanischen Volksglaubens. Sie ist ein Yōkai und gilt als bösartig.

## Beschreibung
Die Nure-onna hat Überlieferungen zufolge den Oberkörper und Kopf einer Frau mit langen, glatten Haaren und den Leib einer Seeschlange. Die behauptete Länge ihres Schlangenkörpers variiert von Geschichte zu Geschichte beträchtlich. Manche Anekdoten beschreiben sie als Seeschlange mit Frauenkopf, wieder andere als unbekleidete Frau, die ständig badet und erst ihre Schlangengestalt offenbart, wenn sie jemanden verfolgt.
Die Nure-onna erscheint als attraktive, junge Frau, die ihren (meist freien) Oberkörper oder Kopf gerade so weit aus dem Wasser ragen lässt, dass der Schlangenleib verborgen bleibt. Oder sie erscheint als nur leicht bekleidete Dame am Strand, die so tut, als würde sie im seichten Wasser ihr Baby baden. Sie ist oft in Begleitung des Yōkai Ushi-oni unterwegs, Letzterer versteckt sich jedoch halb eingegraben im Sand. Beide Dämonen sind menschenfressend und lauern ahnungslosen Strandbesuchern auf, die sie mit ihrer bevorzugten Masche erbeuten: Während die Nure-onna ihr Opfer bittet, kurz ihr Baby, das sie bei sich trägt, für sie zu halten, schleicht sich Ushi-oni von hinten an. Tut das Opfer ihr den Gefallen und nimmt das Baby auf den Arm, ruft die Nure-onna den Ushi-oni, der aus dem Meer schnellt und sich auf das Opfer stürzt. Das Opfer hat Mühe zu entkommen, weil das Baby auf seinem Arm überraschenderweise immer schwerer geworden ist und den Fliehenden zu Boden zieht. Zu spät erkennt das Opfer, dass das vermeintliche „Baby“ in Wirklichkeit nur ein magischer, mit Tüchern umwickelter Stein war. Der Ushi-oni drückt das Opfer unter Wasser und ertränkt es. Ist die Nure-onna allein, umwickelt sie den Ahnungslosen mit ihrem Leib und erdrückt ihn. Danach zerrt sie ihn ins offene Meer.

## Hintergrund
Die Nure-onna ist unter anderem in dem Sammelwerk Gazu Hyakki Zukan (百怪図巻; Bilderrolle der hundert Monster) des Zeichners und Autors Sawaki Sūshi aus dem Jahr 1737 abgebildet. Hier ist die Nure-onna als Schlangenfrau mit nassem Haar zu sehen. In dem Sammelwerk Gazu Hyakki Yagyō (画図百鬼夜行; Bilderbuch der Nachtparade der 100 Dämonen) von Toriyama Sekien aus dem Jahr 1776 ist sie mit weiblichem Oberkörper am Ufer eines Meeres abgebildet. Beide Verfasser haben ihren Bildern allerdings keinerlei erklärende Beitexte hinzugefügt – möglicherweise ein Hinweis darauf, dass das Wesen zu ihren Zeiten zwar schon länger bekannt war, sie aber nicht viel darüber zu erzählen wussten. Oder sie dachten sich, dass es aufgrund des hohen Bekanntheitsgrades der Nure-onna keiner Erklärung bedürfe.

## Folklore
Eine sehr bekannte Legende wird in der Präfektur Shimane erzählt: Ein junger Priester entkam nur knapp dem Hinterhalt einer Nure-onna (in der Legende Iso-onna genannt), in dem er ihr das mit magischen Steinen gefüllte Tuch zuwarf. Ihm war es verdächtig erschienen, dass eine Frau ihr Baby einem wildfremden Menschen einfach so regelrecht aufdrängen würde. Weil die Nure-onna ihr magisches Bündel nicht verlieren darf, musste sie es fangen – da aber das Bündel auf magische Weise schwerer wird, sobald es den Besitzer wechselt, versank die Nure-onna im nassen Sand.
Einer weiteren, verbreiteten Anekdote zufolge wurde ein Mann vor dem Angriff des Dämonenpaars gerettet, als sein Schwert zum Leben erwachte und dem Ushi-oni bis zum Heft ins Genick fuhr. Das Schwert selbst, das ein uraltes Familienerbstück war, ging bei dem Angriff verloren, doch die Schwertscheide blieb zurück und wurde danach wie ein Schatz gehütet.